# Necrópolis de Agios Atanasios
La Necrópolis de Agios Atanasios (en griego: Τάφος Αγίου Αθανασίου) es un complejo de tres túmulos funerarios macedonios de las épocas arcaica, helenística y bizantina situados en Agios Atanasios, cerca de Tesalónica, Grecia. Documentado desde mediados de la década de 1960, el lugar de enterramiento fue excavado intensamente en la década de 1990. La tumba macedonia III, el principal monumento del complejo conocido por la calidad de su decoración pintada, está fechada a finales del siglo IV a. C.

## Descripción del sitio
La necrópolis de Agios Atanasios se encuentra a unos 20 km al oeste de Tesalónica, en una zona que en tiempos de los macedonios pertenecía a la ciudad de Heraclea o Calestra. Cerca del pueblo moderno de Gefira, la llamada necrópolis Tumba Topsin, ocupada desde el Neolítico hasta el periodo helenístico, marca probablemente el emplazamiento de la antigua ciudad de Calestra.
El recinto funerario de Agios Atanasios consta de tres túmulos de tierra con un total de cuatro tumbas macedonias y otros numerosos enterramientos antiguos y bizantinos. A unos 800 metros al noreste de Tumba Topsin, al otro lado de la autopista A1, se encuentra el primer montículo. El segundo, el principal lugar de enterramiento del complejo, se encuentra a unos 2,7 km al sureste del primer túmulo. El tercer montículo se encuentra a unos 600 m al sureste del anterior. 

### Primer túmulo

#### Tumba macedonia I

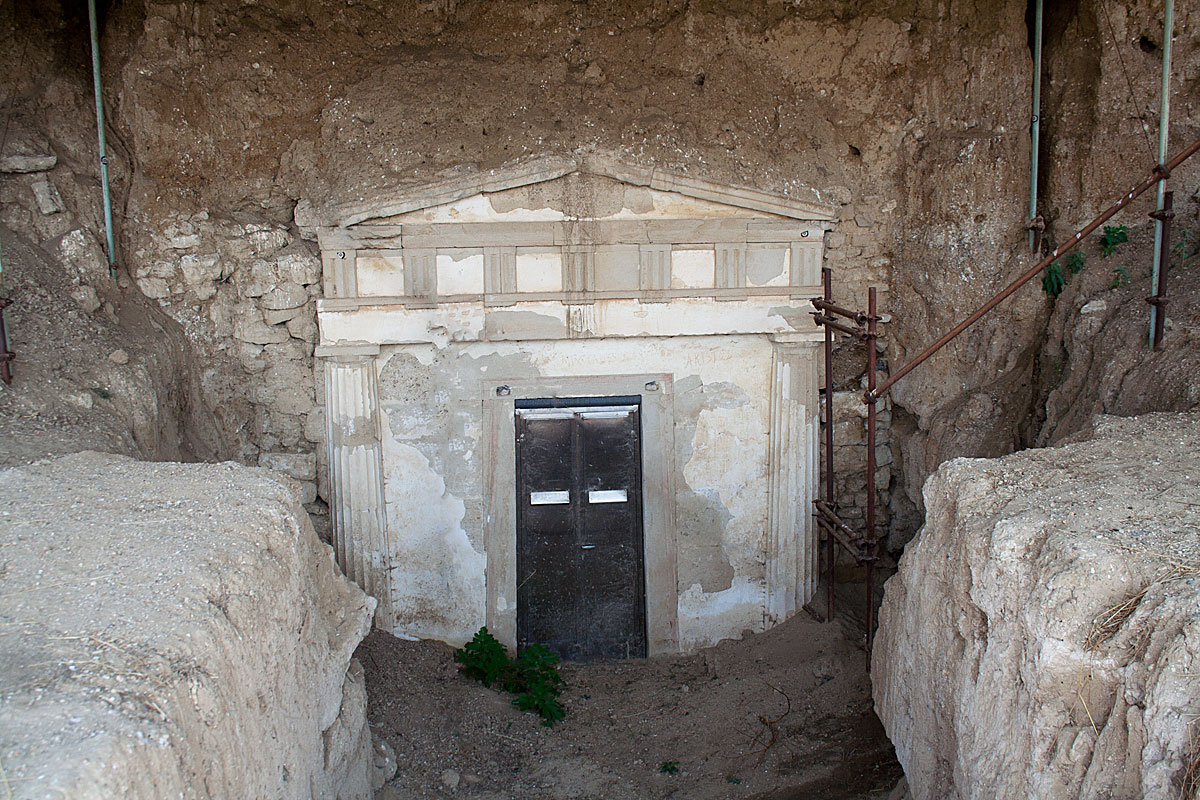
Fachada de la tumba macedonia I.

La tumba macedonia I tiene una fachada dórica, una antecámara y una cámara funeraria  separadas por una doble puerta de mármol. La creación posterior de un dromos ampliado delante de la fachada, así como la presencia de dos camas de piedra (kline) y un sillón (difros) en la cámara funeraria, tienden a indicar que la tumba alberga varios restos.

#### Otras tumbas
Las primeras excavaciones realizadas a mediados de la década de 1960 sacaron a la luz tres grandes tumbas de cista saqueadas en el siglo III a. C. Las campañas posteriores realizadas a principios de la década de 1990 revelaron seis tumbas arcaicas del siglo VI a. C. y una cista saqueada que probablemente data de la segunda mitad del siglo IV a. C. En las diez tumbas concentradas al oeste de la tumba macedonia se encontraron principalmente cerámicas corintias, placas de oro (epistomia) servían para obstruir la boca de los muertos, un casco ilirio de bronce, flechas de hierro y espadas. En 1997, se encontraron un total de 28 tumbas en el emplazamiento del primer montículo.

### Túmulo principal

#### Tumba macedonia II

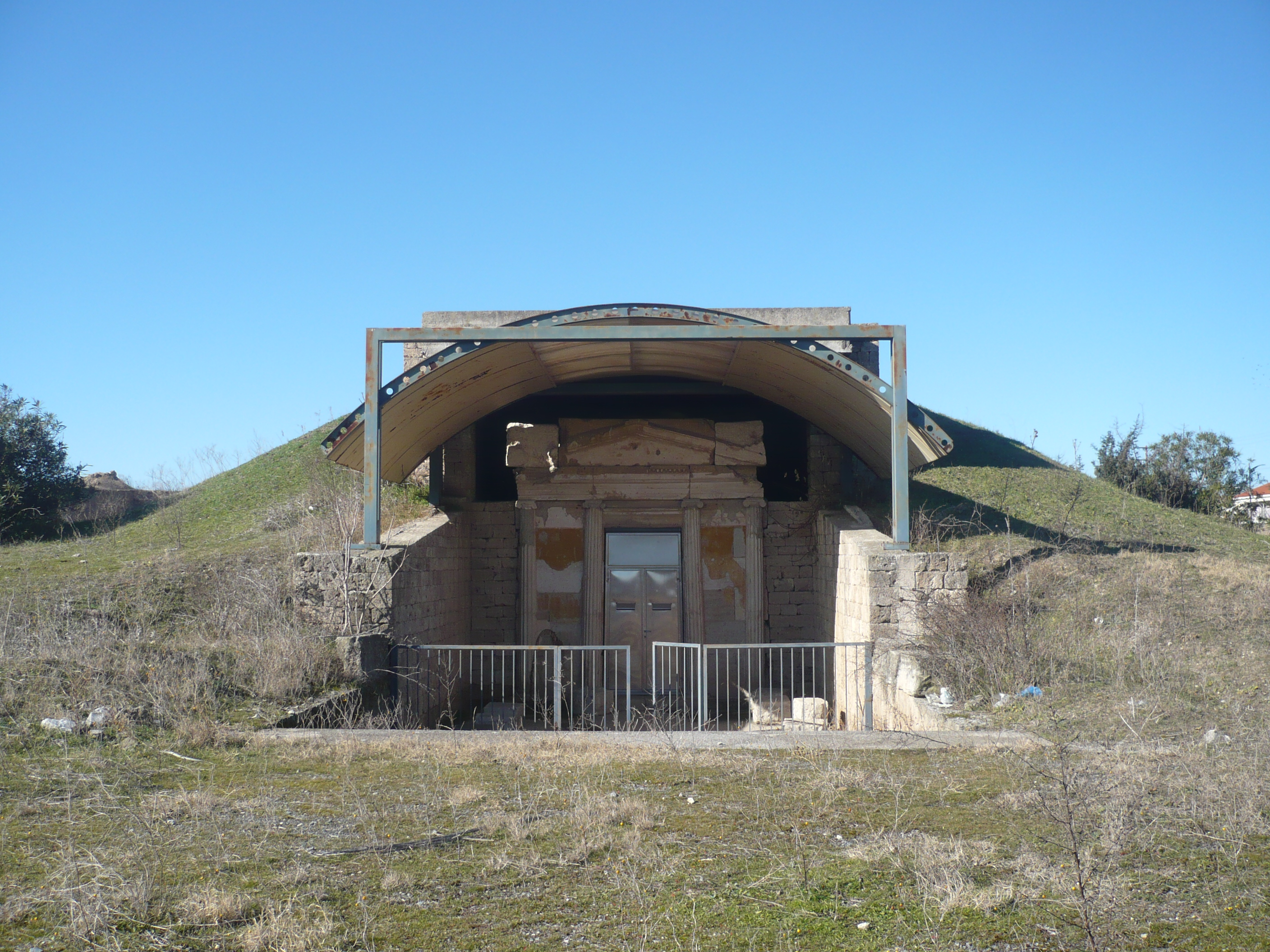
Fachada de la tumba macedonia II.

La tumba macedonia II, datada a finales del siglo IV a. C., tiene una pseudofachada jónica orientada al este con un entablamento pintado que utiliza los principios de la perspectiva. La fachada, que tiene cuatro columnas adosadas, está hecha de ladrillos recubiertos de mortero blanco. Mide entre 2,84 m y 3,60 m de ancho y tiene aproximadamente 2,5 m de altura. Está coronada por un frontón que termina en elementos arquitectónicos que recuerdan aproximadamente a las acroteras.
La cámara funeraria (de unos 2,4 m de largo, 1,45 m de ancho y 1,7 m de alto) está coloreada en la base de las paredes de color gris azulado, y  una banda superior está pintada de rojo. Sobre un fondo blanco, un friso recorre la parte superior de los muros norte, sur y oeste. Representa un conjunto de objetos femeninos, entre ellos una caja cerrada con decoración vegetal y rematada por un rollo de papiro, zapatos de cuero, sandalias y gorros, así como los probables rastros de una paloma, una píxide y un espejo. En el interior de la cámara funeraria se encontró un larnax de madera cubierto con una hoja de plata, que contenía los restos incinerados de una mujer.

#### Tumba macedonia III

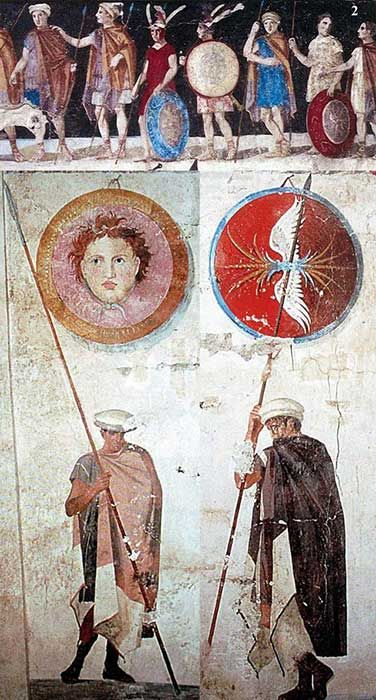
Extractos de los frescos de la fachada: parte derecha del friso del «simposio» (arriba), dos escudos y soldados macedonios (abajo).

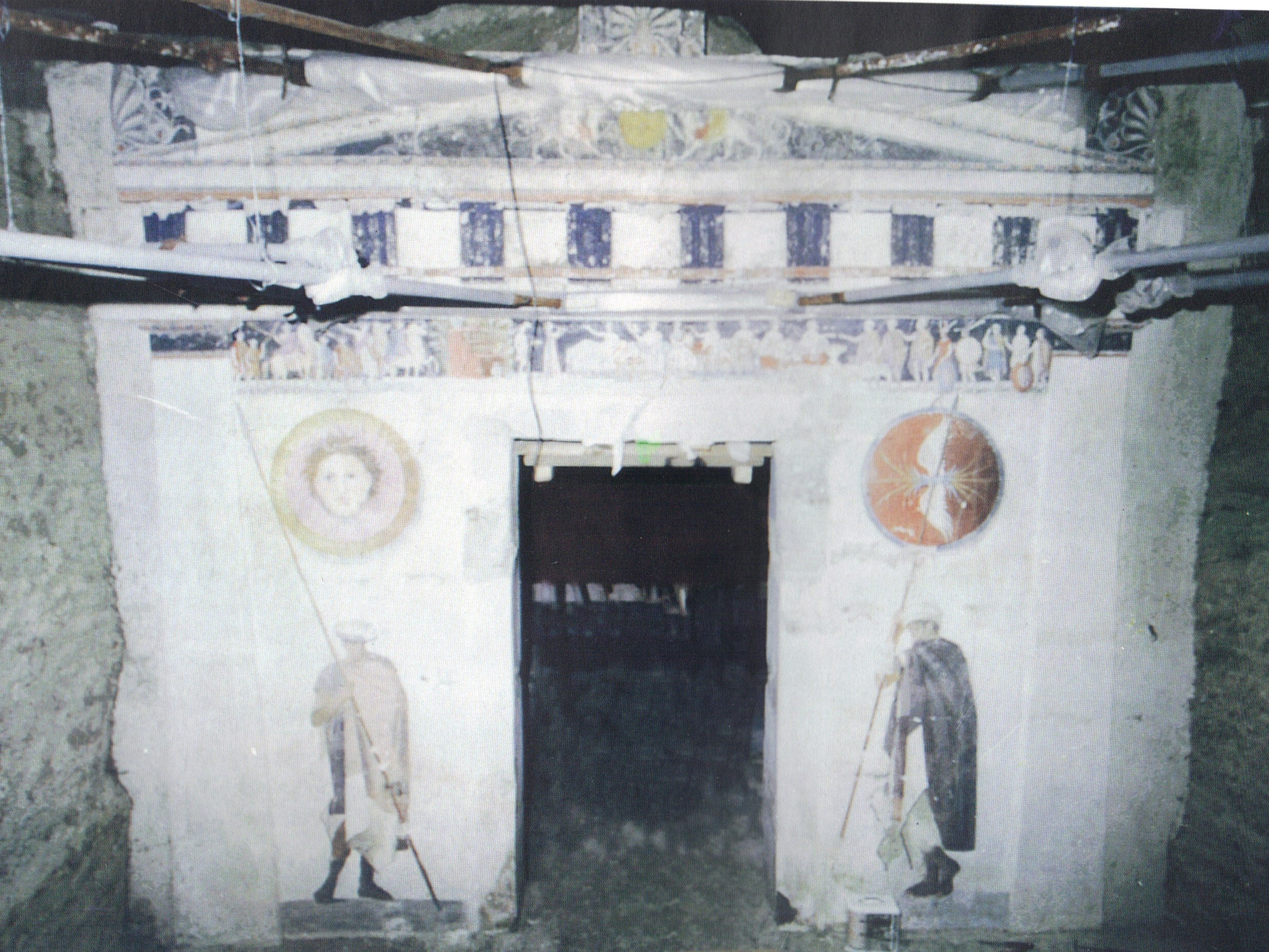
Fachada de la tumba macedonia III durante los trabajos de restauración.

La tumba macedonia III, construida en piedra caliza  y datada a finales del siglo IV a. C., se encuentra a 12 m por debajo del centro del túmulo. Aunque fue saqueado en la antigüedad, el monumento está ricamente decorado con frescos considerados entre las obras maestras de la pintura griega antigua.
La fachada de la tumba, recubierta de un revoco que da la apariencia de mármol, tiene 5 m de ancho y 5,2 m de alto. En los extremos laterales, dos pilastras con capiteles rematados por un cimacio dórico bordean un friso de 35 cm de altura que representa un simposio. Encima, un arquitrabe está coronado por triglifos y metopas. En la parte superior de la fachada, un frontón en trampantojo, cuyo tímpano representa dos grifos y motivos florales en torno a una fíala dorada central, está coronado por una acrotera con palmetas en el centro y dos acroteras laterales con una ornamentación más sencilla. Dos figuras masculinas, que llevan una sarisa, un pakul y una larga clámide, ocupan la mitad inferior de la fachada, a ambos lados de la puerta de toba, ahora destruida. Estos dos soldados macedonios están coronados por un escudo de vivos colores, el de la izquierda representa una Gorgona sobre fondo rosa rodeada de naranja y el de la derecha un rayo sobre fondo rojo finamente rodeado de azul.
La cámara funeraria única tiene forma cuadrada, mide 3 m de lado y 4,6 m de altura. La decoración interior tiene una sección inferior en negro y una superior en rojo, mientras que una banda blanca saliente separa ambas secciones. Por encima de la franja roja hay un friso saliente de 18 cm, en el que se alternan bucráneos y rosetas sobre un fondo negro. En la pared posterior de la cámara funeraria se pueden ver algunos restos de una pintura de escudo.
En el interior de la tumba se encontró un cuarto de estatero de oro con la efigie de Filipo II y fragmentos de un lecho de marfil (kline). Los restos de una coraza rígida de hierro similar a la atribuida a Filipo II, un casco frigio, cnémidas de hierro, un escudo, un puñal y puntas de flecha demuestran el estatus aristocrático y la destacada función militar del difunto. Este último es probablemente un ilustre hetairo, un jinete de élite del ejército macedonio.

Detalles del friso de la fachada de la tumba macedonia III
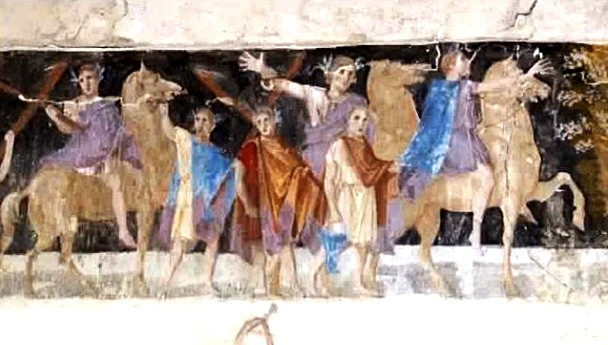
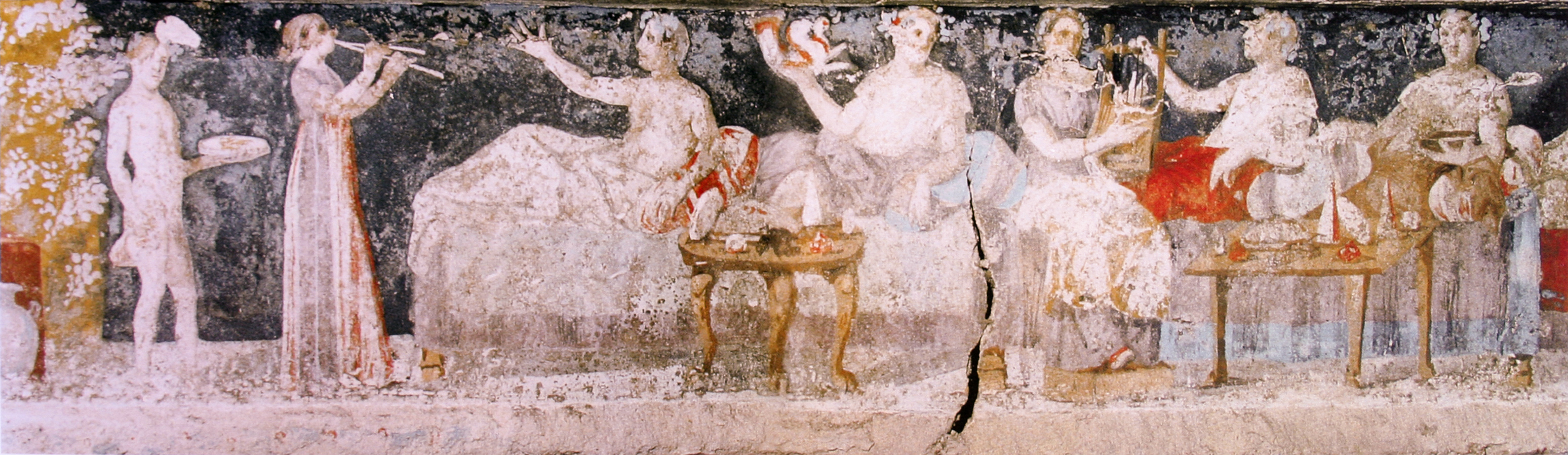

#### Otras tumbas
El túmulo principal incluye dos tumbas de cista no saqueadas, la primera de las cuales se encuentra en la parte oriental del túmulo, mientras que la segunda ocupa la parte noroeste del montículo.

### Tercer túmulo

#### Tumba macedonia IV

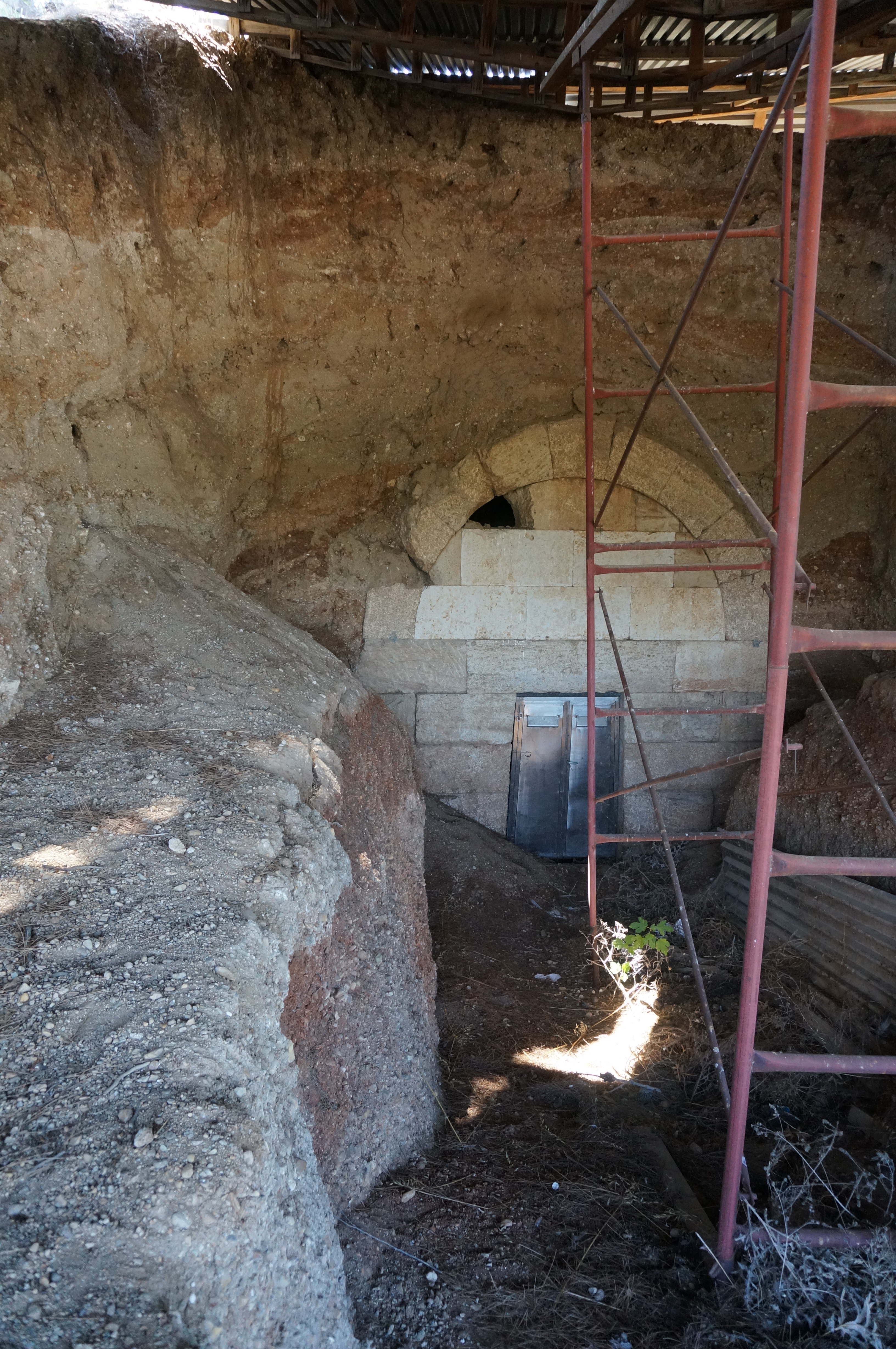
Fachada de la tumba macedonia IV.

Saqueada varias veces, la Tumba macedonia IV consta de una sola cámara, de unos 4,90 m de altura, datada a finales del siglo IV o principios del siglo III a. C. Tiene tres camas de piedra (kline) dispuestas en cada una de las paredes que dan a la puerta.

## Otras tumbas
En el interior de una tumba de cista fechada a principios del siglo III a. C. se encontró una corona de olivo dorada y un cofre de madera con las cenizas de un joven. Además, en la década de 1990 se identificaron 46 tumbas sencillas construidas a poca profundidad durante el periodo bizantino, ricas en joyas de bronce.

## Historia de las excavaciones
La necrópolis de Agios Atanasios fue excavada por Fótis Pétsas a partir de 1966. El arqueólogo griego descubrió una tumba macedonia (conocida como «Tumba I» o «Tumba de Gefira») y tres grandes tumbas de cista dentro del primer túmulo. Los otros dos montículos también fueron identificados en la década de 1960 a raíz de las obras de la carretera entre Salónica y Veria. El complejo funerario fue clasificado como sitio arqueológico de Grecia en 1969. Bajo el tercer túmulo se documentó brevemente una primera tumba de cista en 1980, seguida de un segundo enterramiento de tipo macedonio (conocido como «Tumba IV») dos años después.
Aprovechando el impulso resultante de la elección de Salónica como Capital Europea de la Cultura en 1997, a partir de 1992., se llevaron a cabo en la zona de Agios Atanasios excavaciones a gran escala dirigidas por el 16.º Eforato de Antigüedades Prehistóricas y Clásicas. Los trabajos de excavación se concentraron primero en el primer montículo hasta 1993. Unos meses más tarde, en la primavera de 1994, se descubrió la tumba macedonia III del túmulo principal, espectacular por su rica decoración. En el verano de 1995, una excavación a gran escala del tercer túmulo permitió la excavación y el estudio detallado de las dos tumbas principales  y de la multitud de tumbas de época bizantina.
A mediados de la década de 2010, las obras de construcción y acondicionamiento del túmulo principal protegieron el monumento de las inclemencias del tiempo y lo abrieron al público.
El arqueólogo David Grant plantea la hipótesis de que el yacimiento de Agios Atanasios podría ser la necrópolis de los antipátridas.

### Sobre el túmulo principal
- María Tsimbídou-Avlonití (1994). «Αγ. Αθανάσιος 1994. Το χρονικό μιας αποκάλυψης» [Agios Atanasios 1994. La crónica de un descubrimiento]. Le travail archéologique en Macédoine et en Thrace (en griego) (Salónica) 8: 231-240. ISSN 1106-5311. Consultado el 6 de septiembre de 2022.
- María Tsimbídou-Avlonití (2011). «Άγιος Αθανάσιος, Μακεδονικός τάφος ΙΙΙ. Ο οπλισμός του ευγενούς νεκρού [«Agios Atanasios, tumba macedonia III. La armadura del noble fallecido»]». ΝΑΜΑΤΑ, Τιμητικός Τόμος για τον Καθηγητή Δ. Παντερμαλή [NAMATA, Volumen en homenaje al profesor D. Pantermalís] (en griego). Salónica: University Studio Press. pp. 351-363. ISBN 9789601220222. Consultado el 6 de septiembre de 2022.

#### Sobre el tercer túmulo
- María Tsimbídou-Avlonit (1995). «Άγιος Αθανάσιος 1995. Ο τρίτος ταφικός τύμβος» [Agios Atanasios 1995. El tercer túmulo]. El trabajo arqueológico en Macedonia y Tracia (en griego) (Salónica) 9: 301-310. ISSN 1106-5311. Consultado el 6 de septiembre de 2022.

#### Publicaciones generales
- Brecouláki, Haríclia (2006). La peinture funéraire de Macédoine : emplois et fonctions de la couleur (siglo IV-siglo II a. C.) (pdf). Meletemata (48). Paris: De Boccard. ISBN 978-960-7905-32-1. Consultado el 6 de septiembre de 2022.
- Gorzelany, Dorota (2019). Macedonia – Alexandria: Monumental Funerary Complexes of the Late Classical and Hellenistic Age (en inglés). Oxford: Archaeopress Publishing. ISBN 978-1-78969-137-5. Consultado el 6 de septiembre de 2022.
- María Tsimbídou-Avlonití (1996). «Οι ταφικοί τύμβοι της περιοχής Αγ. Αθανασίου Θεσσαλονίκης (1992-1997): Έρευνα και προοπτικές» [Los túmulos funerarios de la región de Agios Atanasios (Tesalónica) (1992-1997): Investigación y perspectivas]. El trabajo arqueológico en Macedonia y Tracia (en griego) (Salónica). 10A: 427-442. ISSN 1106-5311. Consultado el 6 de septiembre de 2022.